# ジャパンテレビ
株式会社ジャパンテレビは、テレビ番組制作技術支援会社。主に日本テレビの番組を受注している。

## 概要
- 本社 〒102-0085 東京都千代田区六番町7番地3　番町グロリアビル3階
- 汐留営業所 〒105-0021 東京都港区東新橋1丁目3番5号 久田ビル2階
- 代表取締役社長 池山 浩昭

## 事業内容
ジャパンテレビの主な業務は以下の3つ。
- テレビモニター等の貸し出し、設置、運用

番組制作において、テレビモニターやVTRは多数使用されている。
テレビ局側だけでは用意できない場合があり、そういう時にモニター・VTRなどを貸し出し、設置・運用要員を派遣する。
- テレビ局内共聴設備の整備

テレビ局内にはCATVと同じような共聴設備がある。新たにテレビを設置したい、移動させたい、等の時に工事をする。
- 人材派遣業務

主に日本テレビ回線センターやテロップセンター（CG）に人材を派遣している。